# La pietra di Marco Polo
La pietra di Marco Polo è una serie televisiva italiana del 1982, con la regia di Aldo Lado.
Venne trasmessa per la prima volta da Rai 2 nella stagione 1982/1983 all'interno del contenitore pomeridiano per ragazzi Tandem, condotto da Enza Sampò e da Fabrizio Frizzi. Andava in onda nel primo pomeriggio del venerdì. In seguito fu mandata in onda, sempre dalla Rai, la domenica mattina. L'intera serie è composta da 26 episodi divisi in 2 serie. 
È stata trasmessa anche in Germania a partire dalla prima metà del 1986, con il titolo Der Stein des Marco Polo.

## Trama
La pietra di Marco Polo è ambientata e girata a Venezia e nella sua laguna. La serie TV racconta le avventure di un gruppo di 5 ragazzini veneziani, tra cui 4 fratelli, con una discreta predisposizione al cacciarsi nei guai. Spesso ne escono grazie a trovate frutto del loro legame e dello spirito di squadra che coinvolge i loro amici. Si giurano lealtà e fedeltà con il loro amuleto segreto, la pietra di Marco Polo, un frammento di vetro blu trasparente sul quale, tutti riuniti in soffitta e secondo il breve rito, pronunciano la formula/giuramento Uno in campo, tutti in campo, uno in laguna, tutti in laguna.

## I personaggi

### I ragazzini
Dei sei figli della grande famiglia Sariaora, i quattro più giovani sono Adi, il più piccolo, Gianni, Marta e Malcolm. A loro si unisce spesso un discreto numero di amici e coetanei tra cui Valerio, il fidanzatino di Marta.

### Altri personaggi
- I genitori, supportati anche dai due figli maggiori, che tentano di governare la numerosa e turbolenta famiglia.
- L'anziano capitano, a cui si rivolgono spesso i marmocchi, per un parere da uomo saggio e navigato.
- Gli amici più stretti dei ragazzini, che partecipano frequentemente alle avventure nei campi e nelle calli di Venezia.
- Il cane Cuba, protagonista nel primo episodio, spesso al fianco di Adi e degli altri.

## Produzione
Il luogo in cui sono ambientate numerose scene in esterno, dove spesso appaiono gondole ed altre barche, è lo squero di San Trovaso.

## Sigla
La sigla del telefilm si intitola La pietra di Marco Polo, scritta da Pino Donaggio e cantata da Nicola Di Pol.

## Edizioni home video
La serie completa è stata pubblicata in un cofanetto di 4 DVD nel 2017 in Germania da Fernsehjuvelen con il titolo Der Stein des Marco Polo - Komplettbox. Nei DVD sono disponibili l'audio italiano e le sigle originali italiane. La piattaforma Rai Play ha reso disponibili in streaming tutte le puntate delle due stagioni.

## Episodi
| Stagione         | Episodi | Prima TV originale |
| ---------------- | ------- | ------------------ |
| Prima stagione   | 13      | 1982-1983          |
| Seconda stagione | 13      | 1983               |